# AFC President's Cup 2011
De AFC President's Cup 2011 is de zevende editie van dit voetbalbekertoernooi van de AFC voor clubteams. Deze editie nam er voor het eerst een club uit Palestina deel.

## Deelname
Deelname aan het toernooi is voorbehouden voor clubs uit landen die vanwege hun positie in de AFC-ranking niet in aanmerking komen om aan de AFC Champions League of de AFC Cup deel te nemen. Wel is een vereiste dat die landen een acceptabele competitie hebben. De twaalf teams die dit jaar deelnemen worden in drie groepen van elk vier teams verdeeld. Elke groep speelt zijn wedstrijden in een gastland.

## Toernooi
Loting
De loting voor de AFC President's Cup 2011 werd gehouden in het hoofdkantoor van de AFC op 14 maart 2011.

### Eerste ronde
De wedstrijden werden gespeeld tussen 20 april en 25 mei. De top twee van elke groep plaatste zich voor de tweede ronde.

#### Groep A
| Team                | AW | W | G | V | Pnt | DT | DV |
| ------------------- | -- | - | - | - | --- | -- | -- |
| Neftchi Kochkor-Ata | 3  | 3 | 0 | 0 | 9   | 5  | 0  |
| Phnom Penh Crown    | 3  | 2 | 0 | 1 | 6   | 4  | 1  |
| Abahani Limited     | 3  | 1 | 0 | 2 | 3   | 4  | 4  |
| Don Bosco SC        | 3  | 0 | 0 | 3 | 0   | 1  | 9  |

| Datum | Team 1              | Uitslag | Team 2              |
| ----- | ------------------- | ------- | ------------------- |
| 21/05 | Phnom Penh Crown    | 3-0     | Don Bosco SC        |
| 21/05 | Neftchi Kochkor-Ata | 2-0     | Abahani Limited     |
| 23/05 | Don Bosco SC        | 0-2     | Neftchi Kochkor-Ata |
| 23/05 | Abahani Limited     | 0-1     | Phnom Penh Crown    |
| 25/05 | Phnom Penh Crown    | 0-1     | Neftchi Kochkor-Ata |
| 25/05 | Abahani Limited     | 4-1     | Don Bosco SC        |

#### Groep B
| Team               | AW | W | G | V | Pnt | DT | DV |
| ------------------ | -- | - | - | - | --- | -- | -- |
| Istiklol Doesjanbe | 3  | 2 | 1 | 0 | 7   | 11 | 1  |
| Yadanarbon FC      | 3  | 2 | 1 | 0 | 7   | 11 | 4  |
| Jabal Al Mukaber   | 3  | 1 | 0 | 2 | 3   | 10 | 6  |
| Yeedzin FC         | 3  | 0 | 0 | 3 | 0   | 0  | 21 |

| Datum | Team 1             | Uitslag | Team 2             |
| ----- | ------------------ | ------- | ------------------ |
| 13/05 | Yadanarbon FC      | 6-0     | Yeedzin FC         |
| 13/05 | Istiklol Doesjanbe | 2-0     | Jabal Al Mukaber   |
| 15/05 | Yeedzin FC         | 0-8     | Istiklol Doesjanbe |
| 15/05 | Jabal Al Mukaber   | 3-4     | Yadanarbon FC      |
| 17/05 | Yadanarbon FC      | 1-1     | Istiklol Doesjanbe |
| 17/05 | Jabal Al Mukaber   | 7-0     | Yeedzin FC         |

#### Groep C
| Team                 | AW | W | G | V | Pnt | DT | DV |
| -------------------- | -- | - | - | - | --- | -- | -- |
| Taiwan Power Company | 3  | 2 | 1 | 7 | 0   | 5  | 1  |
| FC Balkan            | 3  | 2 | 1 | 7 | 0   | 4  | 1  |
| WAPDA                | 3  | 1 | 0 | 2 | 3   | 2  | 4  |
| Nepal Police Club    | 3  | 0 | 0 | 3 | 0   | 0  | 5  |

| Datum | Team 1               | Uitslag | Team 2               |
| ----- | -------------------- | ------- | -------------------- |
| 20/04 | Nepal Police Club    | 0-2     | WAPDA                |
| 20/04 | Taiwan Power Company | 1-1     | FC Balkan            |
| 22/04 | WAPDA                | 0-3     | Taiwan Power Company |
| 22/04 | FC Balkan            | 2-0     | Nepal Police Club    |
| 24/04 | Nepal Police Club    | 1-1     | Taiwan Power Company |
| 24/04 | FC Balkan            | 1-0     | WAPDA                |

### Tweede ronde
Op 14 juni 2011 bepaalde het organisatie comité voor de AFC President's Cup 2011 dat de Taiwan de finales van het toernooi mag organiseren De wedstrijden zullen worden gespeeld in Kaohsiung van 19 september tot en met 25 september 2011
De loting voor de eindronde werd gehouden op 29 juli 2011 om , 16:00 UTC+8, in het hoofdkwartier van de AFC In Kuala Lumpur. De zes teams werden ingedeeld in twee groepen van drie. De groepswinnaars plaatsen zich voor de finale.

### Groep A
| Team                 | Gsp | G | G | V | DV | DT | DS | Ptn |
| -------------------- | --- | - | - | - | -- | -- | -- | --- |
| Taiwan Power Company | 2   | 2 | 0 | 0 | 6  | 3  | +3 | 6   |
| Balkan               | 2   | 0 | 1 | 1 | 4  | 5  | −1 | 1   |
| Istiklol             | 2   | 0 | 1 | 1 | 1  | 3  | −2 | 1   |

|                               |          |                                      |                      |                                                                                          |
| 19 september 2011 19:00 UTC+8 | Istiklol | 0 - 2                                | Taiwan Power Company | Kaohsiung National Stadium, Kaohsiung Toeschouwers: 1.435 Scheidsrechter: Marai Al Awaji |
| 19 september 2011 19:00 UTC+8 |          | Chen Po-liang 39' Chiang Shih-lu 41' |                      | Kaohsiung National Stadium, Kaohsiung Toeschouwers: 1.435 Scheidsrechter: Marai Al Awaji |

|                               |             |       |                |                                                                                             |
| 21 september 2011 16:00 UTC+8 | Balkan      | 1 - 1 | Istiklol       | Kaohsiung National Stadium, Kaohsiung Toeschouwers: 209 Scheidsrechter: Akbar Bakhshi Zadeh |
| 21 september 2011 16:00 UTC+8 | Gurbani 23' |       | Tokhirov 45+1' | Kaohsiung National Stadium, Kaohsiung Toeschouwers: 209 Scheidsrechter: Akbar Bakhshi Zadeh |

|                               |                                                                 |       |                                |                                                                                          |
| 23 september 2011 19:00 UTC+8 | Taiwan Power Company                                            | 4 - 3 | Balkan                         | Kaohsiung National Stadium, Kaohsiung Toeschouwers: 2.067 Scheidsrechter: Kim Jong-Hyeok |
| 23 september 2011 19:00 UTC+8 | Ho Ming-tsan 57', 66' (pen.) Kuo Yin-hung 81' Chen Po-liang 87' |       | Gurbani 24', 25' Garahanow 62' | Kaohsiung National Stadium, Kaohsiung Toeschouwers: 2.067 Scheidsrechter: Kim Jong-Hyeok |

### Groep B
| Team                | Gsp | G | G | V | DV | DT | DS  | Ptn |
| ------------------- | --- | - | - | - | -- | -- | --- | --- |
| Phnom Penh Crown    | 2   | 2 | 0 | 0 | 6  | 1  | +5  | 6   |
| Neftchi Kochkor-Ata | 2   | 1 | 0 | 1 | 9  | 4  | +5  | 3   |
| Yadanarbon          | 2   | 0 | 0 | 2 | 2  | 12 | −10 | 0   |

|                               |                     |       |                     |                                                                                        |
| 19 september 2011 16:00 UTC+8 | Phnom Penh Crown    | 2 - 1 | Neftchi Kochkor-Ata | Kaohsiung National Stadium, Kaohsiung Toeschouwers: 118 Scheidsrechter: Kim Jong-Hyeok |
| 19 september 2011 16:00 UTC+8 | Njoku 35' Chaya 56' |       | Alimov 79'          | Kaohsiung National Stadium, Kaohsiung Toeschouwers: 118 Scheidsrechter: Kim Jong-Hyeok |

|                               |            |                                          |                  |                                                                                                  |
| 21 september 2011 19:00 UTC+8 | Yadanarbon | 0 - 4                                    | Phnom Penh Crown | Kaohsiung National Stadium, Kaohsiung Toeschouwers: 422 Scheidsrechter: Mohammed Abdullah Hassan |
| 21 september 2011 19:00 UTC+8 |            | Njoku 3', 83' Sokumpheak 22' Sopanha 32' |                  | Kaohsiung National Stadium, Kaohsiung Toeschouwers: 422 Scheidsrechter: Mohammed Abdullah Hassan |

|                               |                                                                             |       |                                     |                                                                                             |
| 23 september 2011 16:00 UTC+8 | Neftchi Kochkor-Ata                                                         | 8 - 2 | Yadanarbon                          | Kaohsiung National Stadium, Kaohsiung Toeschouwers: 269 Scheidsrechter: Akbar Bakhshi Zadeh |
| 23 september 2011 16:00 UTC+8 | Pavlov 5', 73', 90+2' Djamshidov 33', 87' Dzhumataev 79', 90' Dzhalilov 86' |       | Pai Soe 35' Rakhmanjonov 47' (e.d.) | Kaohsiung National Stadium, Kaohsiung Toeschouwers: 269 Scheidsrechter: Akbar Bakhshi Zadeh |

### Finale
|                               |                           |         |                                        |                                                                                          |
| 25 september 2011 19:00 UTC+8 | Phnom Penh Crown          | 2 – 3   | Taiwan Power Company                   | Kaohsiung National Stadium, Kaohsiung Toeschouwers: 3,238 Scheidsrechter: Marai Al Awaji |
| 25 september 2011 19:00 UTC+8 | Njoku 34' Sovannrithy 82' | Verslag | Ho Ming-tsan 2', 47' Chen Po-liang 67' | Kaohsiung National Stadium, Kaohsiung Toeschouwers: 3,238 Scheidsrechter: Marai Al Awaji |

Seizoenen: 2005 · 2006 · 2007 · 2008 · 2009 · 2010 · 2011 · 2012 · 2013 · 2014